# Apimela macella
Apimela macella – gatunek chrząszcza z rodziny kusakowatych i podrodziny rydzenic. Rozmieszczony jest od Europy Zachodniej po Zakaukazie.

## Taksonomia
Gatunek ten opisany został po raz pierwszy w 1839 roku przez Wilhelma Ferdinanda Erichsona pod nazwą Homalota macella. Wyznaczony został gatunkiem typowym rodzaju Apimela.

## Morfologia
Chrząszcz o ciele długości od 1,9 do 2,4 mm, w zarysie wydłużonym z równoległymi bokami, spłaszczonym grzbietobrzusznie. Ubarwienie ma brązowożółte do jasnorudobrązowego. Głowa i przedplecze są mniej więcej równych szerokości i mają nadzwyczaj drobno szagrynowaną, pozbawioną punktowania powierzchnię. Głowa ma obrys zaokrąglonego kwadratu i dłuższe od oczu skronie. Czułki charakteryzują się członem trzecim znacznie krótszym od drugiego, a przedostatnim silniej niż u A. mulsanti poprzecznym. Przedplecze największą szerokość osiąga przed połową długości. W przedniej połowie jego linii środkowej owłosienie skierowane jest do przodu, a w tylnej do tyłu. Pokrywy są od niego dłuższe. Powierzchnia odwłoka jest wyraźnie, drobno punktowana. Samiec nie ma modyfikacji na tergitach odwłoka.

## Ekologia i występowanie
Owad ten zamieszkuje tereny podgórskie i górskie. Zasiedla pobrzeża rzek i potoków o piaszczystym lub żwirowatym podłożu. Spotykany jest pod kamieniami, gnijącymi szczątkami roślinnymi i wśród napływek popowodziowych.
Gatunek palearktyczny, w Europie znany z Francji, Niemiec, Austrii, Włoch, Polski, Czech, Słowacji, Rumunii, Bośni i Hercegowiny oraz Albanii, a w Azji z Gruzji i Azerbejdżanu.